# Christian Lamhauge Holst
Christian Lamhauge Holst (Svendborg, 1981. december 25. –) dán–feröeri labdarúgó, a Silkeborg IF csatára.

## Pályafutása
A dániai Svendborgban született. Pályafutását a dán bajnokság alsóbb osztályaiban kezdte, mielőtt 2003-ban a Lyngby BK-hoz került. 2004-ben a dán labdarúgók szövetsége az év játékosává választotta a harmadosztályban (2. division). 2009 januárjában került a Silkeborg IF-hez.

## Eredmények

### Válogatott gólok
| # | Dátum             | Helyszín                             | Ellenfél       | Gól | Eredmény | Verseny              |
| - | ----------------- | ------------------------------------ | -------------- | --- | -------- | -------------------- |
| 1 | 2008. június 4.   | A. Le Coq Arena, Tallinn, Észtország | Észtország     | 3-1 | 4-3      | barátságos           |
| 2 | 2008. június 4.   | A. Le Coq Arena, Tallinn, Észtország | Észtország     | 3-2 | 4-3      | barátságos           |
| 3 | 2010. október 12. | Svangaskarð Stadion, Toftir, Feröer  | Észak-Írország | 1-0 | 1-1      | 2012-es Eb-selejtező |

## Fordítás
- Ez a szócikk részben vagy egészben a Christian Holst című angol Wikipédia-szócikk ezen változatának fordításán alapul.  Az eredeti cikk szerkesztőit annak laptörténete sorolja fel. Ez a jelzés csupán a megfogalmazás eredetét és a szerzői jogokat jelzi, nem szolgál a cikkben szereplő információk forrásmegjelöléseként.

## Külső hivatkozások
- Profil, worldfootball.net (angol)
- Profil, National Football Teams (angol)